# Yongsan-gu

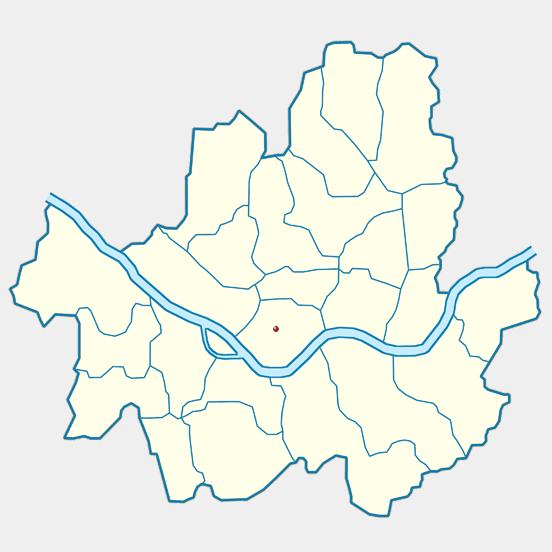
Mapa de localización.

Yongsan-gu es uno de los 25 gu (distritos) de Seúl, Corea del Sur. Su nombre significa "Colina del dragón", derivado de los caracteres hanja de dragón (龙 yong) y colina / montaña (山 san). Se encuentra al norte del río Han, a la sombra de la Torre Norte de Seúl. Tiene una población de aproximadamente 250.000 personas, y está dividido en 20 dong (barrios). Algunos lugares notables de Yongsan-gu son la Estación de Yongsan, el extenso mercado de electrónica de Yongsan, Haebangchon y el distrito comercial de Itaewon, conocido como una de las zonas con mayor diversidad étnica de Corea. Muchos extranjeros frecuentan sus centros comerciales y su vida nocturna.
En Yongsan-gu está situada la Yongsan Garrison, una gran base militar de Estados Unidos en el corazón de Seúl. Debido a la escasez de terreno en la zona, así como a la consolidación de las Fuerzas de EE. UU. en toda la península de Corea, los gobiernos de EE. UU. y de Corea del Sur han acordado el traslado de la base  de Seúl a Pyeongtaek para el 2017. Tras el traslado, las 243 Ha de su superficie serán reconvertidas en un gran parque.
En la parte occidental de este distrito se encuentra la Universidad Femenina de Sookmyung, cerca de la cual está el legendario bar "Doors", centro de la vida social de Sookmyung durante muchos años. 
Debido a la situación en este distrito de la única mezquita de Seúl, hay una creciente inmigración de musulmanes y otras culturas del Oriente Medio, lo que ha favorecido la apertura de numerosos restaurantes halal y comercios de todo tipo.
Hace poco fue reabierta la Torre Norte de Seúl, construida en la cima de Namsan (literalmente, "Montaña Meridional") para la transmisión de la señal de televisión.
El distrito de Yongsan está servido por las líneas 1, 4 y 6 del metro de Seúl, así como por la Línea Jungang.

## Ciudades Hermanadas
- Dangjin, Corea del Sur
- Sacramento, Estados Unidos
- Shaoxing, China
- Xuanwu, China